# 八氧化三鈾
八氧化三鈾（U3O8），是一種鈾的化合物。它是一種橄欖綠到黑色的無臭固體。它的粒子密度是 8.3 g cm−3.
八氧化三鈾是鈾的自然存在形態，存在於天然的瀝青鈾礦中。所以在一般的環境條件下，無論在動力學或熱力學角度而言，八氧化三鈾都是一種非常穩定的鈾化合物。在鈾加工過程中，這是鈾的普遍形態，是在磨坊與精鍊廠之間運輸的形態。

## 制備
八氧化三鈾可以用三種主要的化學轉化過程中的任何一種制備，包括四氯化鈾或氟化鈾醯的中間體。六氟化鈾和有潛力的長期穩定的地質環境中容易產生八氧化三鈾。
- 二氧化鈾會氧化為八氧化三鈾。
- 三氧化鈾在超過 500 °C 的高溫時，會釋出氧還原為八氧化三鈾。

## 固相結構
八氧化三鈾的固相是一種層狀結構，在層與層之間以氧原子橋接，各層中是不同配位方式的鈾原子，如圖中的紫紅色和綠色小球。

### 鍵價研究
用一個6Å x 6Å x 6Å的正方體代表在中央的鈾原子，以固體中的U1與U2來計算其鍵價。結果發現，以參數鈾（VI）計算U1與U2的氧化態為5.11和5.10。而以參數鈾（IV）計算U1與U2的氧化態分別為是5.78和5.77。這些研究表示，所有的鈾原子具有相同的氧化狀態，因此以晶格而言，其氧化態是無序的(disordered)。